# Kanton Cernay
Cernay is een kanton in het Arrondissement Thann-Guebwiller van het Franse departement Haut-Rhin.

## Geschiedenis
Tot 22 maart 2015 maakte ook de gemeenten Bernwiller, Burnhaupt-le-Bas, Burnhaupt-le-Haut, Staffelfelden en Wittelsheim deel uit van dit kanton maar de eerste drie gemeente werd overgeheveld naar het aangrenzende kanton Masevaux en de andere twee naar het kanton Wittenheim. Op diezelfde dag werden van op die dag opgeheven kanton Saint-Amarin en van het eveneens op die dag opgeheven kanton Thann werden behalve Guewenheim, dat werd opgenomen in het kanton Masevaux, alle gemeenten opgenomen in het kanton Cernay. Hiermee nam het aantal gemeenten in het kanton toe van 11 tot 32.
Op 1 januari 2016 fuseerden Aspach-le-Haut en Michelbach tot de commune nouvelle Aspach-Michelbach.

## Gemeenten
Het kanton Cernay omvat de volgende gemeenten:
- Aspach-le-Bas
- Aspach-Michelbach
- Bitschwiller-lès-Thann
- Bourbach-le-Bas
- Bourbach-le-Haut
- Cernay (hoofdplaats)
- Fellering
- Geishouse
- Goldbach-Altenbach
- Husseren-Wesserling
- Kruth
- Leimbach
- Malmerspach
- Mitzach
- Mollau
- Moosch
- Oderen
- Rammersmatt
- Ranspach
- Roderen
- Saint-Amarin
- Schweighouse-Thann
- Steinbach
- Storckensohn
- Thann
- Uffholtz
- Urbès
- Vieux-Thann
- Wattwiller
- Wildenstein
- Willer-sur-Thur